# Péter Bajzát
Péter Bajzát (Eger, 22 giugno 1981) è un ex calciatore ungherese, di ruolo attaccante.

## Carriera

### Club

#### Debrecen, Rot-Weiß Oberhausen e Gyori ETO
Nel 1996 entra nella prima squadra del Debrecen. Nel 1999 e nel 2001 vincerà la Coppa d'Ungheria. Bajzát gioca diversi incontri col Debrecen, sempre in massima divisione, fino al 2004, collezionando 129 presenze e 73 reti. Nell'estate del 2004 passa ai tedeschi del Rot-Weiß Oberhausen dove realizza 3 reti in 7 incontri fino all'estate del 2005, quando opta per il ritorno in patria nelle file del Győri ETO. Tra il 2005 e il 2010 gioca ottime stagioni guadagnando quasi sempre l'accesso ad una competizione europea. In 5 anni vince due volte il titolo di marcatore del torneo nel 2006-07 e nella stagione 2008-09.

#### Diosgyori e Nyiregyhaza
Nel mercato invernale del 2010 passa in prestito al Diósgyőri dove realizza 2 reti in 10 partite. La squadra giunge all'ultimo posto in campionato e retrocede in Nemzeti Bajnokság II. Nell'estate del 2010 si trasferisce al Nyíregyháza Spartacus, squadra di Nemzeti Bajnokság II; il 28 agosto 2010 realizza una doppietta in Ceglédi VSE-Nyíregyháza (0-4), e la settimana successiva sigla una tripletta contro l'Orosháza FC (1-5 per il Nyíregyháza).
Nelle settimane successive realizzerà marcature decisive contro Békéscsaba 1912 Előre SE (2-1), Vecsési FC (1-1), Bőcs KSC (3-0), Debrecen II (1-0), Makó FC
(7-0, tripletta di Bajzat), MTK Budapest II (3-0) e Kazincbarcikai SC (4-0, doppietta).
Dopo la lunga pausa invernale torna al gol il 5 marzo 2011 in Nyíregyháza-Hajdúböszörményi TE 1-1. Il 19 marzo realizza una doppietta contro il Ceglédi VSE (2-0).

## Palmarès

### Club
- Coppa d'Ungheria: 2

Debrecen: 1999, 2001

### Individuale
- Capocannoniere del campionato ungherese: 2

2006-07 (18 reti), 2008-09 (20 reti)
- Capocannoniere del Nemzeti Bajnokság II: 1

2013-2014 (25 gol)